# Cheumatopsyche masia
Cheumatopsyche masia är en nattsländeart som först beskrevs av Luisa Eugenia Navas 1920.  Cheumatopsyche masia ingår i släktet Cheumatopsyche och familjen ryssjenattsländor. Inga underarter finns listade i Catalogue of Life.